# Arugisa porrectalis
Arugisa porrectalis là một loài bướm đêm trong họ Erebidae.